# Louis Quilico
Louis Quilico (Montréal, 14 gennaio 1925 – Toronto, 15 luglio 2000) è stato un baritono canadese.

## Biografia
Di padre franco-canadese e madre italiana, in gioventù Louis Quilico fu cantore solista nel coro della Chiesa St-Jacques a Montréal. Studiò canto con Frank H. Rowe e nel 1947 vinse un premio in un concorso organizzato dalla St-Jean-Baptiste Society.
Proseguì i suoi studi nel 1947-1948 presso il Conservatorio di Santa Cecilia a Roma sotto la guida di Teresa Pediconi e del celebre baritono Riccardo Stracciari. Al suo ritorno a Montreal, nel 1948 lavorò con Lina Pizzolongo (che più tardi divenne sua moglie e madre del figlio Gino) e Martial Singher presso il Conservatoire de musique du Québec a Montreal e interpretò i ruoli di sostegno al Variétés lyriques ne Il barbiere di Siviglia di Gioachino Rossini nel 1949 e ne La traviata di Giuseppe Verdi nel 1951.
Nel 1954 esordì come cantante professionista nel ruolo di Rangoni nel Boris Godunov e, con l'Opera Guild di Montreal, vinse il Metropolitan Opera Auditions of tha Air nel 1955, e fece il suo debutto sulla scena newyorkese interpretando Germont nella Traviata il 10 ottobre 1955.
Col COC e la Metropolitan Opera, partecipò a spettacoli insieme a suo figlio Gino, in particolare Don Giovanni, Manon, Il barbiere di Siviglia, Simon Boccanegra e  Falstaff. Louis e Gino interpretarono insieme il Don Giovanni di Mozart nel 1987 e si distinsero per la prima interpretazione "padre-figlio" al Metropolitan Opera di New York.